# パヴェル・チェコフ

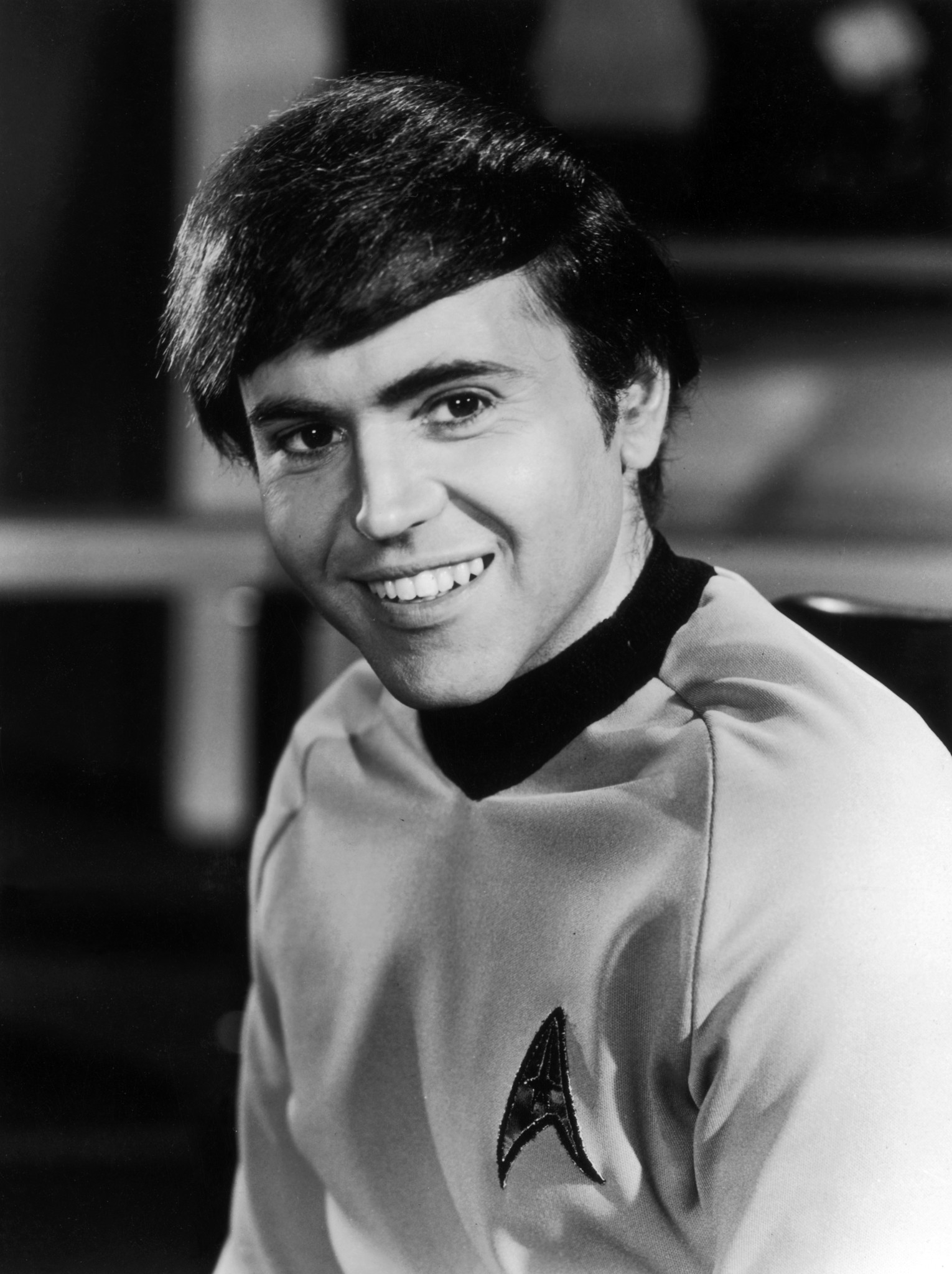
宇宙大作戦のパヴェル・チェコフ

パヴェル・アンドレイェヴィッチ・チェコフ（露: Павел Андреевич Чеков）は、アメリカのサイエンス・フィクション作品『スタートレック』シリーズ、主にテレビドラマ『宇宙大作戦』の登場人物である。宇宙パトロール船USSエンタープライズ号操縦士（ナビゲーター）。より正しくは「チェーホフ」で、「チェコフ」は英語読み。

## プロフィール
2245年、地球のロシア生まれの人間男性。宇宙艦隊士官。当時の階級は少尉。認識番号656´5827B（『スタートレックIV 故郷への長い道』より）。なお、『スタートレック:ピカード』では、息子アントン・チェコフが惑星連邦の大統領となっている。

## キャラクター
「シンデレラはロシアの物語」「クアドロトリティケール（作中の新種の麦）はロシアの発明」など、何でもロシア起源だと主張する。
レギュラーの登場人物の中で最も若い。また、失敗が多くやられ役となることも多い。瀕死の目にあうことも多く、「危機一髪! OK牧場の決闘」にいたっては射殺までされた。陽気で女好きな性格。

## 歴代シリーズでの活躍
- 宇宙大作戦
  - 第2シーズンから登場。『宇宙大作戦』開始後、ソビエト連邦（ソ連）の新聞『プラウダ』に「国際的なエンタープライズ乗組員の中にソ連人がいないのはおかしい」という記事が載り、それを読んだジーン・ロッデンベリーがテコ入れもかねて新しい登場人物の投入を決めた。
- まんが宇宙大作戦
  - 日程の都合で登場しなかったが（『宇宙大作戦』終了後全米中に散らばっていた役者たちが、アニメの声のためだけに、あちこちで声の収録の日程を組んでいた）、まんが宇宙大作戦のエピソード「惑星ファイロスの巨人」はケーニッグの脚本作品である。
- 劇場版
  - 第1作目～第7作目、第11作目～第13作目に登場。保安主任、U.S.S.リライアント副長兼科学士官を務めた。なお『第2作目』ではカーンに「お前は見た事があるな」と言われるが、この発端となったエピソード「宇宙の帝王」は第1シーズンの話であり、公開後にファンから指摘が殺到した。新俳優による別世界を描く『第11作目』では、当初から他の6人と共に乗り組んでいるが、ケーニッグが演じたオリジナル版と比べ、髪がはねているという大きな違いがある。

## 演じた俳優と声優

### 俳優
ウォルター・ケーニッグ
『宇宙大作戦』～映画第7作
吹き替えでは再現されていないが、ひどいロシア訛りを話す。ロシア訛りが話せることが、ケーニッグのオーディション合格理由の1つだった。ただし、実際はシカゴ生まれのリトアニア系2世である。
アントン・イェルチン
映画11作～第13作
映画第13作公開直前の2016年6月19日に、自宅での自動車事故により死亡し、同作までの出演となった。

### 日本語版吹き替え
井上弦太郎
『宇宙大作戦』
井上はチェコフが出演していないシーズン1でも、後にチェコフが座る右舷席の士官など、脇役を何度も演じている。
古川登志夫
映画第1作（テレビ朝日版）
曽我部和恭
映画第2作～第3作（日本テレビ版）
金尾哲夫
映画第4作（フジテレビ版）
西村知道
映画第5作（機内上映版）
辻親八
映画第6作～第7作（VHS版）
遊佐浩二
『ディープ・スペース・ナイン』
樫井笙人
『宇宙大作戦』（追加収録）、映画第2作～第7作（新録版）、
『スタートレック:ピカード』（息子のアントン・チェコフとして）
佐久田修
映画第1作（新録版）
粟野志門
映画第11作～第13作